# Wolfgang Reichmann (Basketballspieler)
Wolfgang Reichmann (* 1. November 1947 in Bamberg) ist ein deutscher Kabarettist, ehemaliger Hörfunksprecher und ehemaliger Basketballspieler. Für den FC Bamberg spielte er in der Basketball-Bundesliga.

## Leben
Reichmann spielte als Jugendlicher zunächst Fußball beim VfL Jahn Bamberg. Als Schüler der Oberrealschule kam er in Bamberg durch Bert Peßler zum Basketballsport. Seine Vereinskarriere im Basketball begann beim FC Bamberg, für dessen Herrenmannschaft er im Alter von 17 Jahren seine ersten Einsätze erhielt.
Er führte den FC Bamberg als Mannschaftskapitän 1970 zum Aufstieg in die Basketball-Bundesliga und gehörte in den folgenden Jahren zu den Leistungsträgern der Mannschaft. Im Mai 1974 bestritt er in Bamberg gegen Argentinien sein erstes Länderspiel für die A-Nationalmannschaft der Bundesrepublik Deutschland und wurde damit erster Bamberger Nationalspieler. Er kam auf zwölf A-Länderspiele für die BRD. Bis 1978 stand der Linkshänder im Bamberger Bundesligakader. Nach seiner Spielerzeit in Bamberg war Reichmann noch jeweils ein Jahr in Ebermannstadt und als Spielertrainer in Baunach aktiv.
Hauptberuflich arbeitete Reichmann als Hauptschullehrer, bis Anfang Mai 2014 war er parallel dazu 29 Jahre lang beim Bayerischen Rundfunk nebenberuflich als Fußballberichterstatter beschäftigt und gehörte zu den Reportern der ARD-Bundesliga-Konferenz. Er war bei mehr als 500 Spielen der Fußball-Bundesliga als Berichterstatter im Einsatz. Darüber hinaus berichtete er von weiteren Sportveranstaltungen. Kurzzeitig war er als Basketball- und Eishockey-Kommentator auch beim Deutschen Sportfernsehen (DSF) tätig. Für Radio Bamberg berichtete Reichmann von Spielen von Brose Bamberg.
Zudem trat er als Kabarettist und Moderator auf. 2013 wurde er mit dem Frankenwürfel ausgezeichnet. 2016 übernahm er den Vorsitz beim „Stadtverband für Sport in Bamberg“.